# Mata U
Mata U is een bestuurslaag in het regentschap Aceh Utara van de provincie Atjeh, Indonesië. Mata U telt 167 inwoners (volkstelling 2010).